# G0y

ブラジルにおいてg0yの人を表す旗

G0y、gØy、g-zero-y（ゴイ、またはジー・ゼロ・ワイと読む。二文字目はアルファベットの「o」ではなくアラビア数字の「0」）は、2000年代のアメリカ合衆国で発生した自己認識であり、ブラジルでも広まっている。g0yの人は、同性愛者や両性愛者ではないが、同性である男性と性行為をするという自己認識を持っている。g0yの人はハグ・唇同士のキス・愛撫・兜合わせ・ディープ・キス・相互オナニー・フェラチオまでの性行為であればセーフであると考えている。 同性愛的であったり、暴力的で危険であると彼らが考えているアナルセックスはしない。 
g0yという語はヘブライ語のgoyに由来し、2文字目を数字に置き換えることで「ステレオタイプからの逸脱」を表している。 